# Marcus Vinicius de Souza
Pour les articles homonymes, voir Marcus Vinicius et Marquinhos (homonymie).
Marcus Vinicius Vieira de Souza, également connu sous le nom de Marcus Vinicius, surnommé Marquinhos (né le 31 mai 1984 à Rio de Janeiro), est un joueur brésilien de basket-ball.

## Carrière
Ailier de 2,03 m, Marcus Vinicius commence sa carrière professionnelle à Vasco da Gama. Il porte ensuite le maillot de Corinthians, puis de Premiata Montegranaro et de Sao Carlos. Il est sélectionné par les New Orleans Hornets lors de la draft 2006 au 43e rang. Vinicius passe la saison 2006-2007 entre l'équipe de NBA Development League des Tulsa 66ers et aux New Orleans Hornets. En 2007, il remporte la médaille d'or avec l'équipe nationale du Brésil lors des Jeux panaméricains de 2007. Il commence la saison 2007-2008 avec les Hornets et est transféré aux Grizzlies de Memphis en 2008, mais est évincé quelques jours plus tard,. Il retourne alors au Brésil, à Pinheiros pour la saison 2008-2009. En 2009-2010, Marcus Vinicius rejoint de nouveau le club italien de Premiata Montegranaro. À compter de 2010, il retourne à Pinheiros.